# هورتنس (جورجیا)

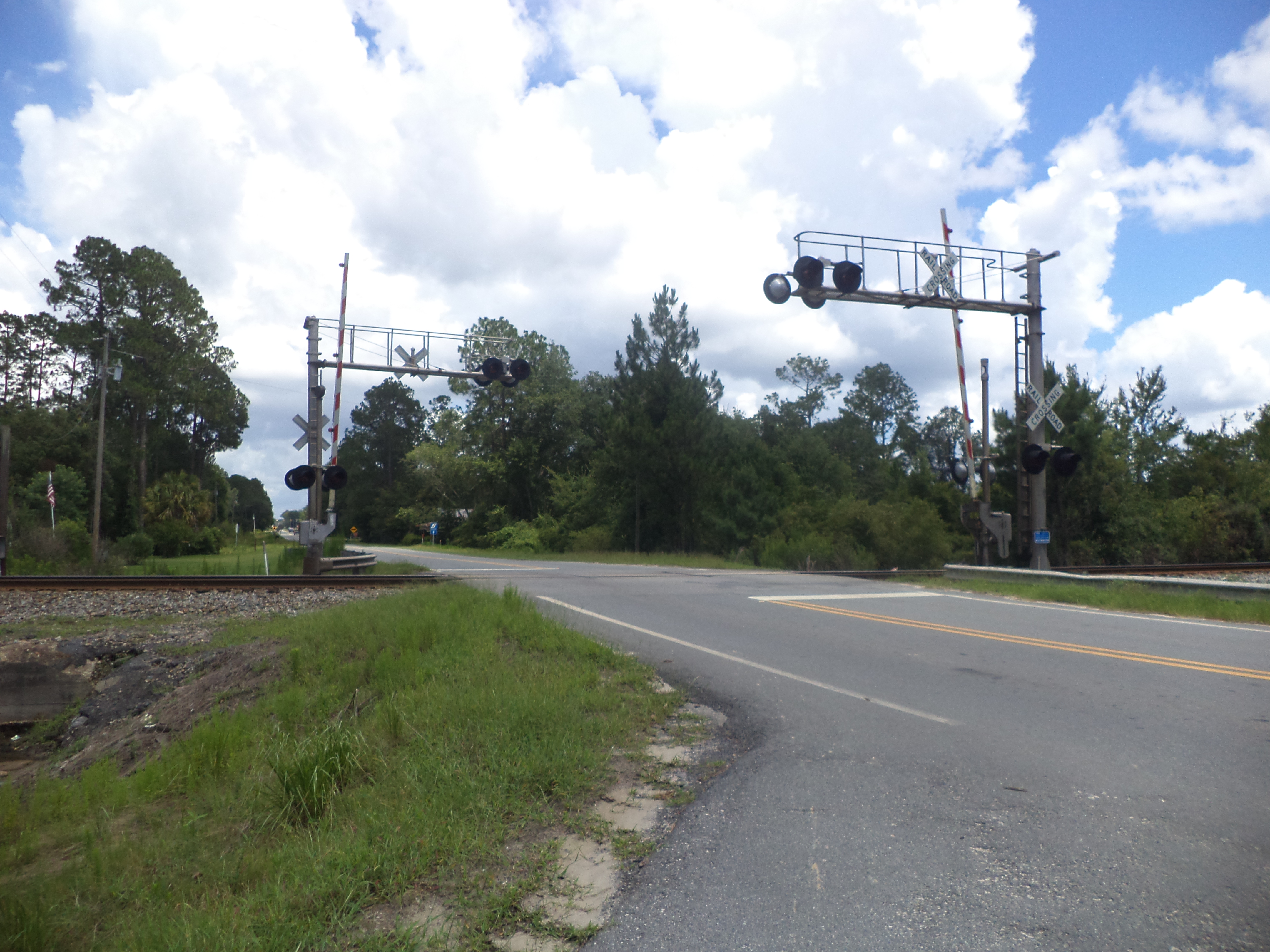
هورتنس

هورتنس (به انگلیسی: Hortense) یک منطقهٔ مسکونی در ایالات متحده آمریکا است که در Brantley County واقع شده‌است.